# Play Nostalgie

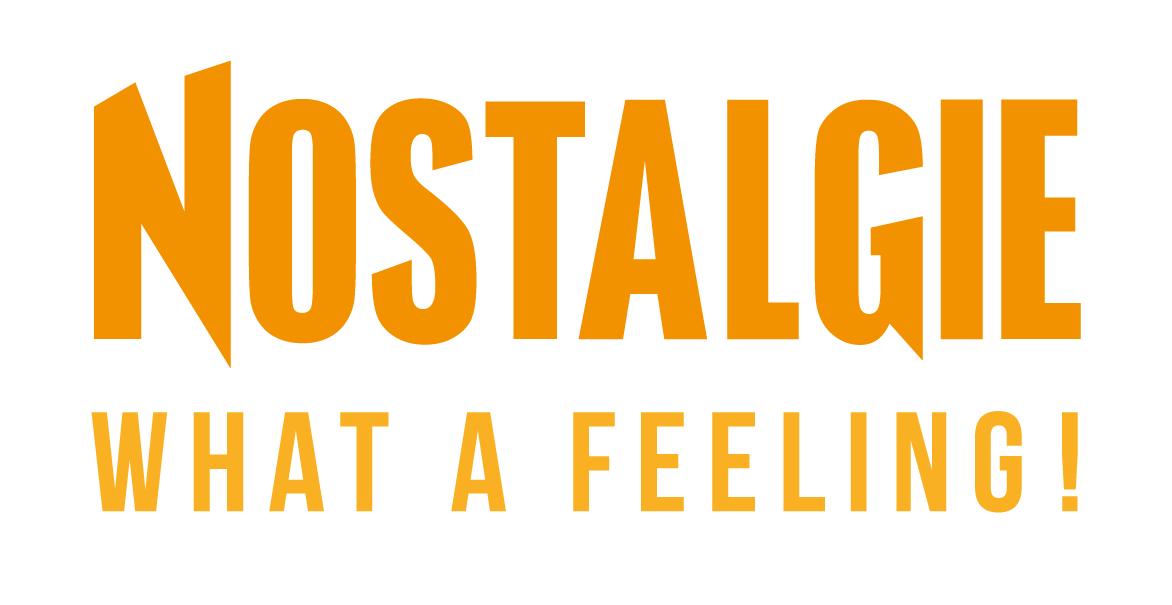
Voormalig logo

Play Nostalgie (tot 28 augustus 2023 Nostalgie) een commerciële landelijke radiozender uit Vlaanderen.
Volgens de jongste gegevens (september 2024 - december 2024) van het CIM heeft Play Nostalgie  een marktaandeel van 4,6%. Het hoogste marktaandeel ooit was 7,9% in juli 2012.

## Geschiedenis
Nostalgie werd opgericht op 20 maart 2008, door het toenmalige Corelio en Concentra, het sinds 2013 samengesmolten Mediahuis, in samenwerking met de internationale NRJ-radiogroep, de grootste radiogroep ter wereld. Nostalgie is eigendom van 'Vlaanderen één'. Tot 2023 had Mediahuis 75 procent van de aandelen in handen terwijl Nostalgie SAS, onderdeel van de NRJ Group, onrechtstreeks 25 procent van de aandelen heeft. In 2023 heeft Mediahuis 20 procent van zijn aandeel verkocht aan Play Media en behield het zelf 55 procent van de aandelen. De overige 25 procent zijn in handen van Nostalgie Holdco, het vroegere Nostalgie SAS.
De zender werd in 2008 opgericht als tegengewicht voor de landelijke commerciële radio's van het toenmalige Vlaamse Media Maatschappij: Q-music en 4FM. Anno 2024 is dit DPG Media met respectievelijk Qmusic en Joe. Er wordt vanuit het Play-gebouw in Antwerpen uitgezonden.
Nostalgie zendt uit op de voormalige frequenties van de provinciale radio's Antwerpen 1 (Antwerpen), Radio Go (Oost-Vlaanderen), Radio Mango (West-Vlaanderen) en Radio Contact Vlaams-Brabant. Sinds 8 maart 2010 is Nostalgie ook te horen in Limburg, op de frequentie die overgenomen werd van EXQI FM.
Tussen 7 oktober 2016 en 2 september 2018 werd het ochtendprogramma van Nostalgie uitgezonden op televisiezender ZES. Vanaf 3 september 2018 werden de uitzendingen overgenomen door de nieuwe radiozender NRJ, dat voor 50% in handen is van Mediahuis en daardoor een zusterzender is. De andere helft is in handen van het toenmalige SBS Belgium.
Op 27 augustus 2018 werd de radiozender grondig vernieuwd. Niet alleen werden nieuwe programma's en jingles geïntroduceerd, maar er wordt sindsdien ook uitgezonden via DAB+ in heel Vlaanderen. Daardoor werd het bereik van Nostalgie een stuk beter. Naast de bestaande slogan 'What a feeling!' kwam er met 'Jouw Moment, Jouw Classic' ook een nieuwe slogan bij.
Vanaf 17 augustus 2020 start de zender met de vroegste ochtendshow, iedere ochtend tussen 5.00 en 9.00 uur, een primeur in Vlaanderen. Vanaf november 2021 werd de ochtendshow op TOPradio nog 5 minuten vroeger geprogrammeerd. Eind 2021 begon de ochtendshow op Nostalgie opnieuw om 6.00 uur.
Op 23 februari 2023 werd bekend dat Telenet mede-eigenaar van Nostalgie wordt. Het wordt na goedkeuring 20% eigenaar via Play Media. Mediahuis blijft voor 55% eigenaar, terwijl Nostalgie Holdco, het vroegere Nostalgie SAS, 25% blijft behouden. Op 15 juli 2023 werd Play Media officieel mede-eigenaar na goedkeuring. Op 23 augustus 2023 werd bekend dat door de instap van Play Media de zender van naam zou veranderen naar Play Nostalgie per 28 augustus 2023. Daarnaast werd de programmatie vernieuwd met de bestaande en nieuwe stemmen.

## Presentatoren
- Marcia Bwarody (2018-heden)
- Veronique De Kock (2025-heden)
- Sebastian Decrop (2009-heden)
- Leen Demaré (2020-heden)
- Sean Dhondt (2024-heden)
- Michaël Joossens (2022-heden)
- Desna Lespinoy (2024-heden)
- Kim Muylaert (2025-heden)
- Hans Otten (2025-heden)
- Larissa Roose (2022-heden)
- Toon Smet (2024-heden)
- Tony Talboom (2017-heden)
- Sander Vandenhende (2024-heden)

### Voormalige presentatoren
- Stefan Ackermans
- Yanko Beeckman (2023-2024)
- Fleur Brusselmans (2023-2024)
- Herbert Bruynseels
- Dominique Crommen (2008-2024)
- Anne De Baetzelier
- Kevin De Geest
- Felice Dekens (2023-2024)
- Nathalie Delporte
- Yves De Wolf
- Walter Grootaers
- Evy Gruyaert
- Serge Hadermann
- Kristof Hayen
- Johan Henneman (2011-2023)
- Ben Liebrand
- Ilse Liebens
- Kristin Moers
- Liesa Naert (2023-2024)
- Anne Paulissen (2023-2024)
- Dave Peters
- Astrid Philips (2015-2024)
- Sarah Puttemans (2024)
- Thomas Rottier (2023-2024)
- Elias Smekens (2020, 2023-2024)
- Dimitri Stuer
- Gene Thomas (2023-2024)
- Valérie Thys
- Dieter Troubleyn
- Toon Vanden Abeele
- Liv Van Aelst
- Christina van Geel
- Shalini Van Den Langenbergh
- Celine Van Ouytsel (2023-2024)
- Bjorn Verhoeven
- Sofie Verschueren
- Wim Weetjens

## Speciale programma's

### Als Play Nostalgie
- Het Basispakket
- 80s Top 1000
- 90s Top 1000
- 80s Weekend XL
- 70s Top 7000
- Play Nostalgie TOP 3000
- Playa Nostalgie

### Als Nostalgie
- 90s Top 99(0)
- 80s Top 880
- 70s Top 770
- 60s Top 660
- Classics Top 2021/2022
- Feelgood 1000
- Nostalgie Top 3000
- Summer Feeling Top 1000
- The Big 5

## Nostalgie Plus
Nostalgie Plus (tot 2024 geschreven als Nostalgie+) is de digitale zender van Nostalgie met de focus op muziek van de jaren 60, 70 en 80. De zender is te ontvangen via de website, app, digitale tv en DAB+. De zender zendt vooral non-stopmuziek uit, maar heeft regelmatig speciale gepresenteerde programma's. Sinds 1 september 2023 is er een vaste avondspits zijn met Johan Henneman. Sinds 29 september 2023 is de zender ook te ontvangen via FM, waar het de frequenties van NRJ overnam. Anno 2024 is er ook presentatie in o.a. de ochtend en is het aantal dj's uitgebreid. 
In de maanden erop werd de programmering meermaals uitgebreid.

### Huidige presentatoren
- Alain Colpaert
- Dominique Crommen
- Bart De Jonge
- Sebastian Decrop
- Kevin De Geest
- Michel Follet
- Bert Geenen
- Ann Grutman
- Serge Hadermann
- Johan Henneman
- Celien Hermans
- Margriet Hermans
- Astrid Philips
- Tony Talboom
- Loïc Thaler
- Sander Vandenhende